# Apostolisch Exarchaat van de Tsjechische Republiek
Dit Apostolisch Exarchaat (Tsjechisch: Řeckokatolická církev) behoort tot de oosters-katholieke kerken en volgt de Byzantijnse ritus; de liturgische taal is het Tsjechisch.

## Geschiedenis

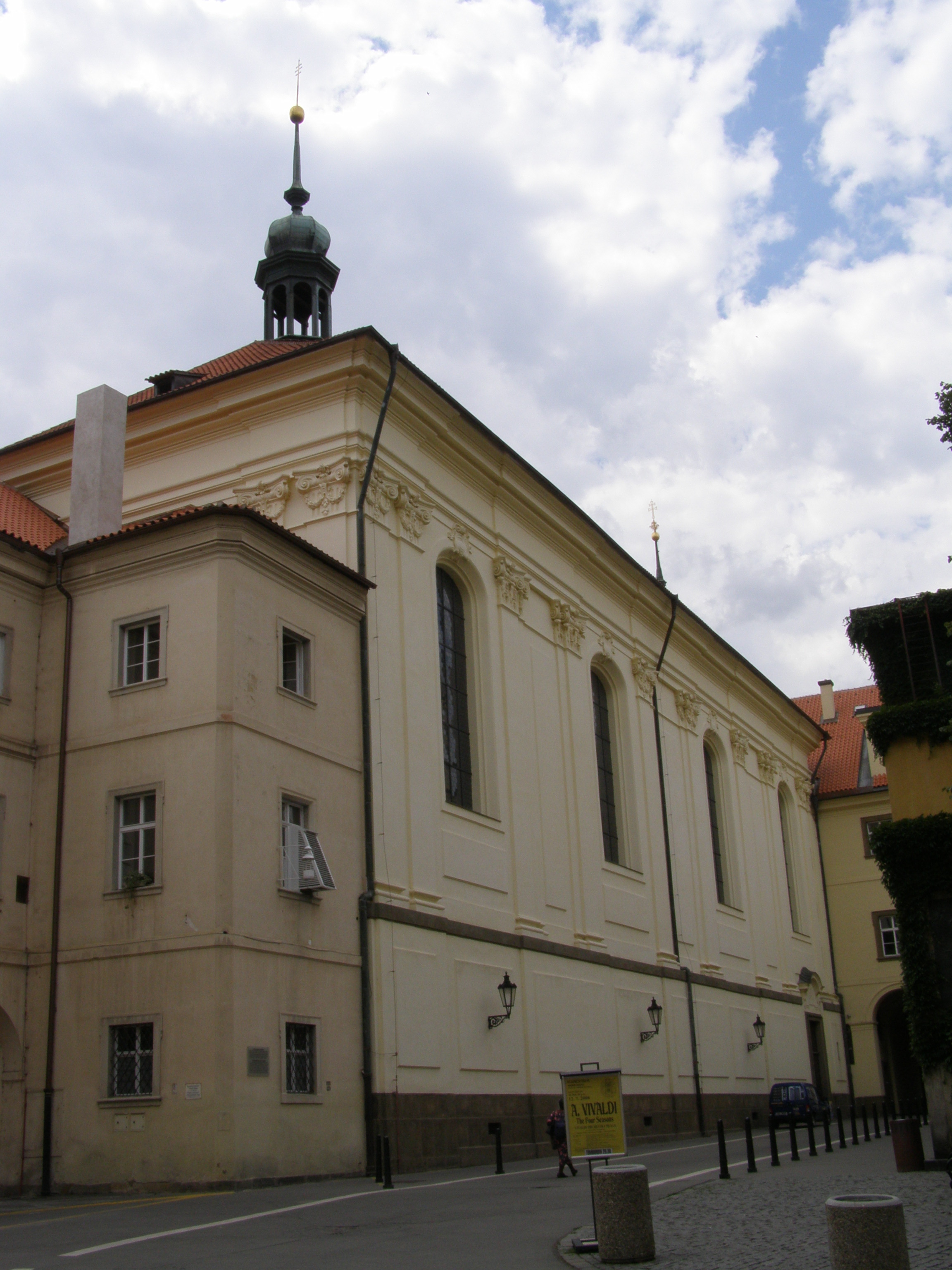
Sint Clemenskathedraal in Praag

Door de Unie van Oezhorod in 1646 sloten, in Midden-Europa, een aantal oosters-orthodoxe kerken zich aan bij de Kerk van Rome en werden geünieerde kerken.
Na de ineenstorting van Oostenrijk-Hongarije in 1918, aan het einde van de Eerste Wereldoorlog, werden de onderdanen van de vroegere Donaumonarchie in verschillende staten ondergebracht. Bohemen, Moravië en Tsjechisch Silezië werden deel van de uniestaat Tsjecho-Slowakije. De politieke autoriteiten namen de beslissing de geünieerde Kerk onder gezag van de rooms-katholieke aartsbisschop van Prešov te plaatsen.
In 1933 werd voor de oosters-katholieken in Praag een parochie opgericht en een kerk, gewijd aan de heilige Clement, gebouwd.
In 1950 werden deze gelovigen door het communistisch regime vervolgd en dienden zich onder dwang aan te sluiten bij de oosters-orthodoxe kerken.
Vanaf 1968 na de Praagse Lente konden de oosters-katholieke kerken opnieuw functioneren.
Na de Fluwelen Revolutie (1993), toen Tsjechië onafhankelijk werd, werd door de bisschop van Prešov een vicariaat in Praag ingesteld. In 1996 besloot paus Johannes Paulus II tot de oprichting van een Apostolisch Exarchaat. Ivan Ljavinec was de eerste exarch.

## Huidige situatie
In 2003 is Ladislav Hučko door de paus aangesteld als bisschop van het Apostolisch Exarchaat.
De Annuario Pontificio vermeldt voor 2007: 25 parochies, 37 priesters en 177.704 gelovigen.
Het Apostolisch Exarchaat wordt er vermeld als een exarchaat van de Roetheens-Katholieke Kerk.